# Hiệu ứng lan tỏa
Hiệu ứng lan tỏa là những sự kiện kinh tế trong một bối cảnh xảy ra vì cái gì khác trong một bối cảnh dường như không liên quan đến. 